# Krishnapersad Khedoe
Krishnapersad Khedoe (19 november 1940 - 20 februari 2017) was een Surinaams beeldhouwer. Hij maakte meer dan 165 beelden. Een van zijn bekendste beelden is Baba en Mai in Paramaribo uit 1994 dat herinnert aan de Hindoestaanse immigratie naar Suriname.

## Biografie
Khedoe ontwikkelde zijn passie voor de kunst sinds hij kind was. Van 1971 tot 1976 vormde hij zich verder aan de Koninklijke Academie van Beeldende Kunsten in Den Haag. Daarna keerde hij terug naar Suriname. Hij was een van de eerste Hindoestaanse beeldhouwers van Suriname. Naast kunstenaar was hij landbouwer. Verder was hij op muzikaal en religieus gebied actief en werd hiervoor meermaals onderscheiden.
Hij maakte meer dan 165 beelden voor individuele opdrachtgevers, verenigingen en mandirs (hindoetempels). Een van zijn bekendste werken is het massief aluminiumbeeld Baba en Mai in Paramaribo. Het werd op 4 juni 1994 onthuld en symboliseert de Hindoestaanse immigratie. Het bijgaande citaat "Waar het mij goed gaat, daar is mijn vaderland" is afkomstig van Gandhi.
Een ander bekend beeld is het Jai Kisan-monument. Dit beeld is opgedragen aan landbouwers en staat nabij de zondagmarkt van Kwatta. Khedoe gaf een jaar lang gratis les aan studenten aan het Nola Hatterman Instituut.
Hij overleed in 2017 op 76-jarige leeftijd in het ziekenhuis na een langdurig ziekbed.
Precies een jaar na zijn dood werd het Krishnapersad Khedoe Museum geopend. Het is te bezoeken wanneer de familie thuis is. Op dezelfde dag onthulde zijn vrouw hier een borstbeeld van hem. Het werd gemaakt door Roel van den Burg uit Nederland.